# Нью-Александрія (Пенсільванія)
Нью-Александрія (англ. New Alexandria) — місто (англ. borough) в США, в окрузі Вестморленд штату Пенсільванія. Населення — 501 особа (2020).

## Географія
Нью-Александрія розташований за координатами 40°23′40″ пн. ш. 79°25′3″ зх. д. / 40.39444° пн. ш. 79.41750° зх. д. (40.394456, -79.417524).  За даними Бюро перепису населення США в 2010 році місто мало площу 2,19 км², уся площа — суходіл.

## Демографія
Згідно з переписом 2010 року, у селищі мешкало 560 осіб у 249 домогосподарствах у складі 165 родин. Густота населення становила 255 осіб/км².  Було 264 помешкання (120/км²).
Расовий склад населення:
| - 96,1 % — білих - 1,6 % — азіатів - 0,9 % — чорних або афроамериканців |

До двох чи більше рас належало 1,4 %. Частка іспаномовних становила 0,0 % від усіх жителів.
За віковим діапазоном населення розподілялося таким чином: 15,4 % — особи молодші 18 років, 62,6 % — особи у віці 18—64 років, 22,0 % — особи у віці 65 років та старші. Медіана віку мешканця становила 49,5 року. На 100 осіб жіночої статі у селищі припадало 100,0 чоловіків;  на 100 жінок у віці від 18 років та старших — 96,7 чоловіків також старших 18 років.
Середній дохід на одне домашнє господарство  становив 65 009 доларів США (медіана — 52 065), а середній дохід на одну сім'ю — 72 611 долар (медіана — 60 673). Медіана доходів становила 50 481 долар для чоловіків та 47 788 доларів для жінок. За межею бідності перебувало 0,9 % осіб, у тому числі 0,0 % дітей у віці до 18 років та 1,4 % осіб у віці 65 років та старших.
Цивільне працевлаштоване населення становило 315 осіб. Основні галузі зайнятості: освіта, охорона здоров'я та соціальна допомога — 35,2 %, виробництво — 22,5 %, мистецтво, розваги та відпочинок — 8,6 %, роздрібна торгівля — 6,3 %.